# Givskud Zoo
Givskud Zoo, även kallat Lejonparken, är en djurpark vid orten Givskud på Jylland i Danmark.
Givskud Zoo är uppbyggt på så sätt att i en del av djurparken kör man bil eller åker buss, medan man i den andra delen går till fots. En av de största attraktionerna är att köra igenom lejonhägnet. För övrigt kör man igenom miljöer som visar olika världsdelar, och i de olika afrikanska hägnen kan man få se bland annat zebror, giraffer och noshörningar. 
Bara till fots kan man ta sig till anläggningarna för gorillor och schimpanser. Det finns även ett område där man kan se modeller av dinosaurier och lära sig mer om dessa. 